# Cadran-Omnibus
Le Cadran-Omnibus était un café-concert et salle de concert de 600 places, situé rue Saint-Denis à Colombes.
Dans les années 1960, il a notamment accueilli Jimi Hendrix , The Who, Polnareff, Louise Attaque, M, Tryo, Pierpoljak, Jacques Dutronc, Michel Jonasz, Manu Chao .
Au début des années 1980, il a vu la naissance des mouvements alternatifs français.
Ce lieu faisait la promotion des artistes amateurs et professionnels avec des concerts tous les vendredis et des enregistrements les mercredis.
Il a été détruit en 2018 pour faire place à de nouveaux immeubles. Le motif de la façade originale a été conservé dans l'un des nouveaux immeubles mais la salle devait être reconstruite à quelques mètres de son emplacement initial.

## Galerie

Le Cadran
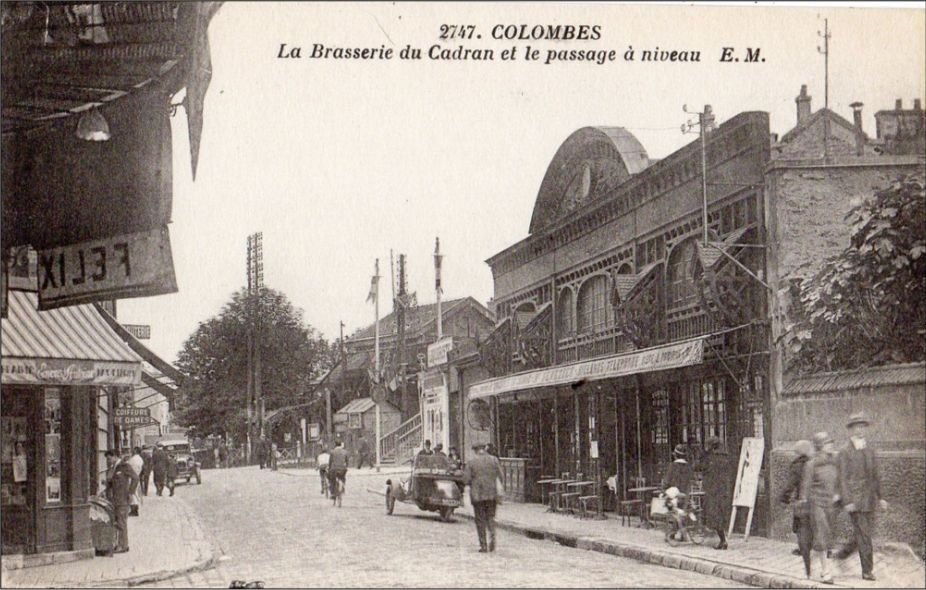
Brasserie du Cadran, Colombes (1920)
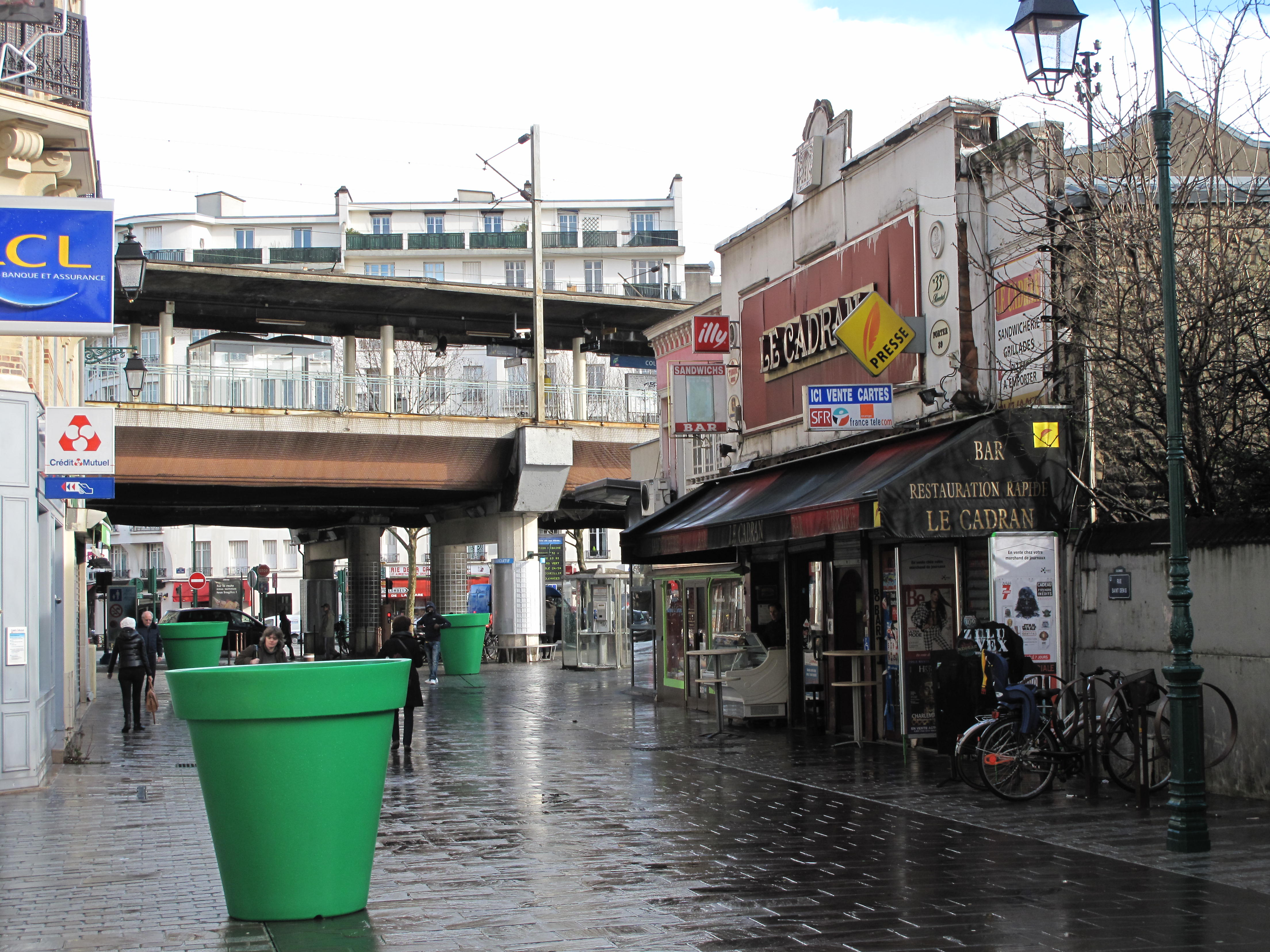
Brasserie du Cadran et viaduc de la gare de Colombes
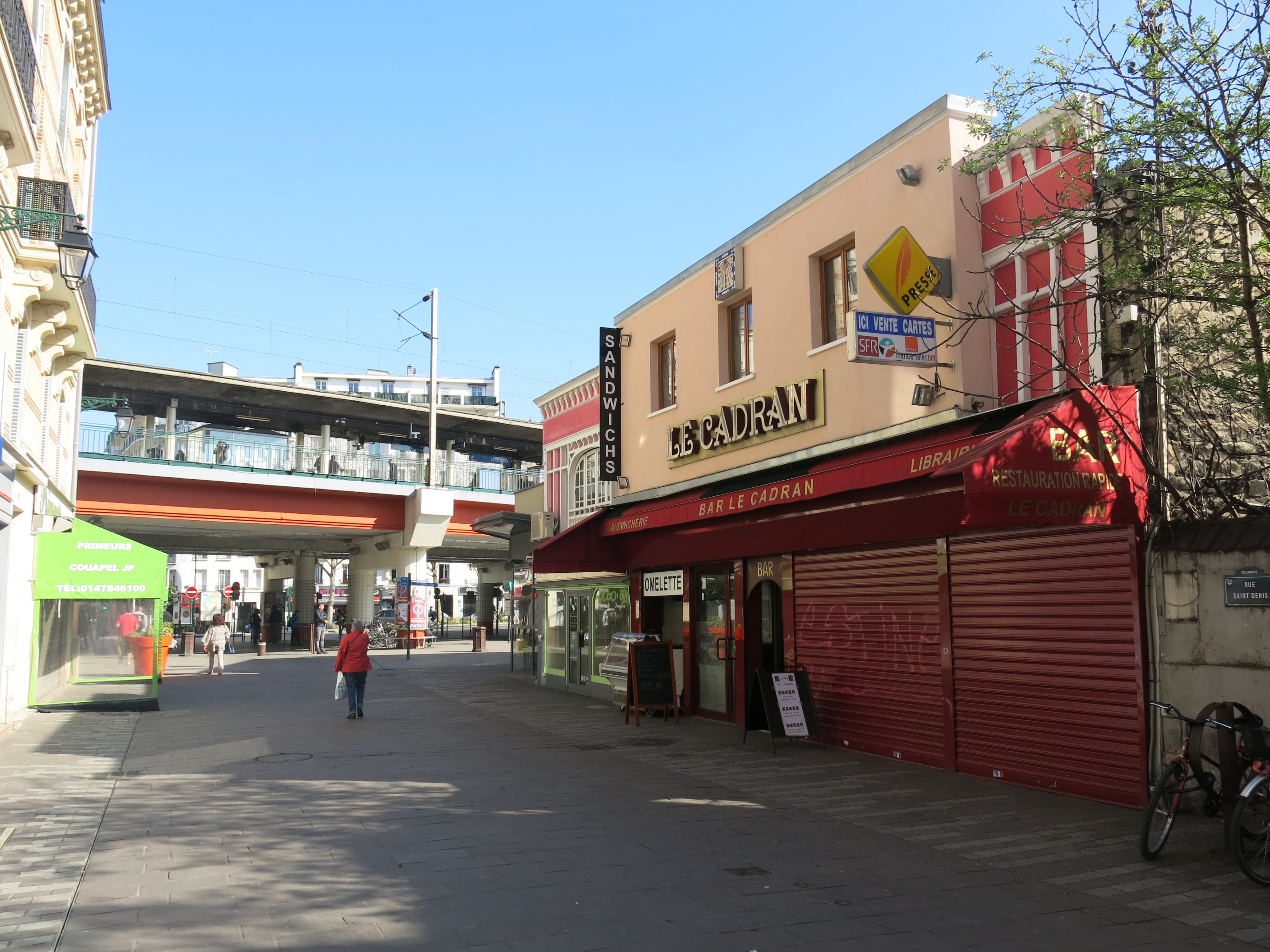
Brasserie du Cadran et viaduc de la gare de Colombes (2017)
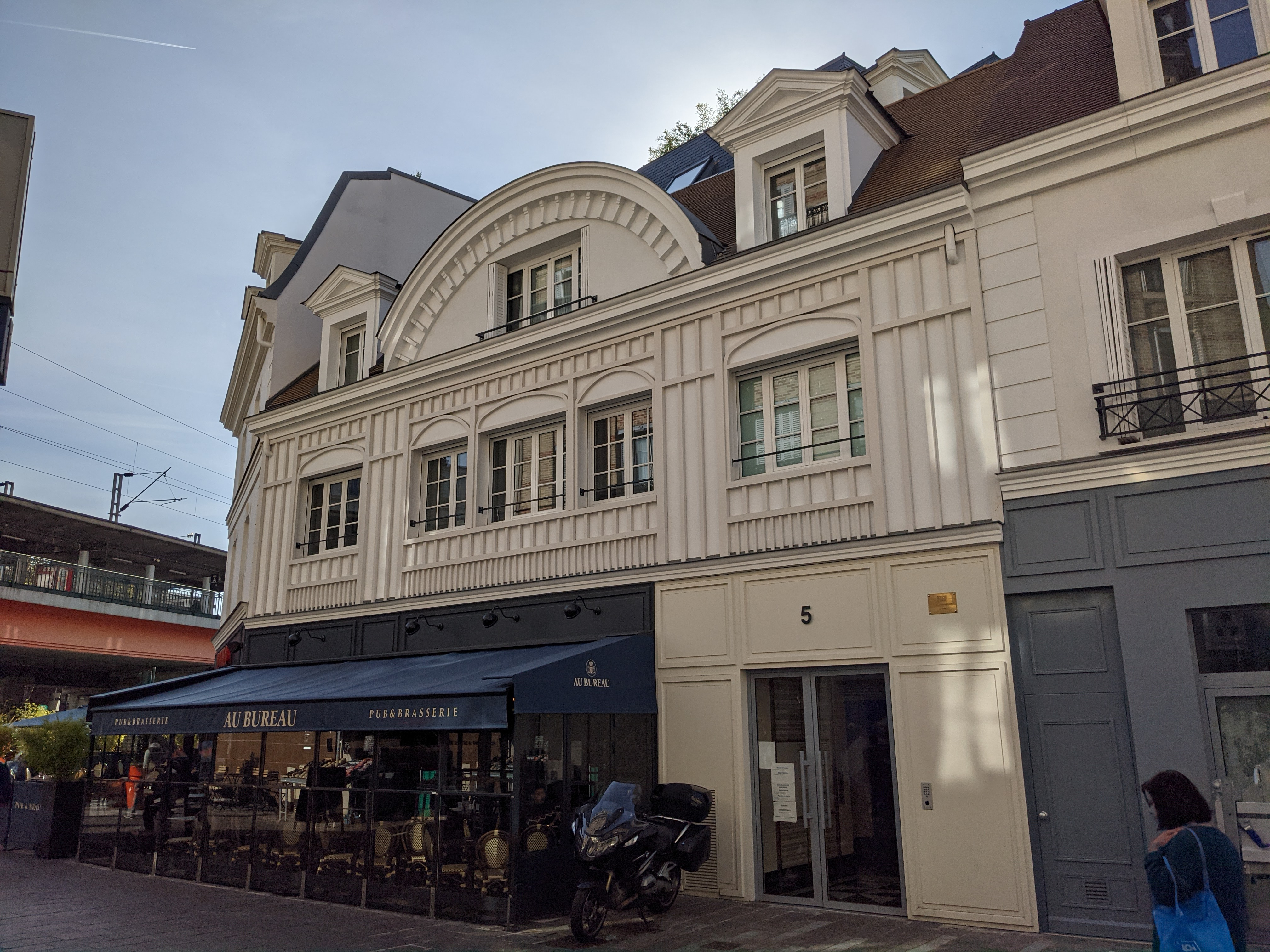
La façade reconstituée (2021)